# Condon (Oregon)
Condon é uma cidade localizada no estado norte-americano de Oregon, no Condado de Gilliam.

## Demografia
Segundo o censo norte-americano de 2000, a sua população era de 759 habitantes.
Em 2006, foi estimada uma população de 693, um decréscimo de 66 (-8.7%).

## Geografia
De acordo com o United States Census Bureau tem uma área de
2,2 km², dos quais 2,2 km² cobertos por terra e 0,0 km² cobertos por água. Condon localiza-se a aproximadamente 644 m acima do nível do mar.

## Localidades na vizinhança
O diagrama seguinte representa as localidades num raio de 48 km ao redor de Condon.